# Centaurea luristanica
Centaurea luristanica — вид квіткових рослин айстрових (Asteraceae). Ендемік пд.-зх. Ірану й пн.-сх. Іраку.